# 高橋義雄 (茶人)
高橋 義雄（たかはし よしお 、1861年10月2日（文久元年8月28日） - 1937年（昭和12年）12月12日）は、日本の実業家。茶人・高橋 箒庵（そうあん）としても知られる。

## 経歴
水戸藩士の高橋常彦の四男として生まれる。明治維新により生活困窮に陥り、13歳で植田村の呉服店「近藤」に丁稚奉公に出される。3年奉公したが耐え難く実家に戻り、以降各所に居候しながら学ぶ。1878年（明治11年）ごろは水戸の漢学塾・自彊舎に通った。茨城中学卒業後地元で就職するつもりだったが、福沢諭吉が新聞事業のため文章のうまい学生を探しているという話を聞き、上京。1881年（明治14年）慶應義塾に入学して約一年間学んだ後、1882年（明治15年）5月に、友人の石河幹明、井坂直幹らとともに、福澤率いる時事新報の記者になった。生糸売買で成功した前橋の商人下村善太郎と知り合い、実業視察のための洋行話を取り付け、下村の援助で1887年（明治20年）9月に渡米。ニューヨーク郊外の商業学校に学び、デパートなど商業視察を行なったのち渡英、ロンドン、リバプールに滞在中にパリ、ブリュッセルも視察し、帰国後、三井銀行に入社。
1895年（明治28年）8月、三井呉服店（三越）の理事に就任し、様々な経営改革を行った。洋服部を廃止して呉服専業とした他に、大福帳をやめて簿記会計を導入したり、住み込み・年季奉公の店員を通勤・給料制と改めたり、高学歴者を採用するなど、経営の近代化に努めた。特にショーウィンドーを設けて商品を陳列するアメリカ式の販売法を導入したことは特筆される。客の求めに応じて商品を1つ1つ奥から取り出す方式（座売り販売）の昔ながらの呉服店から、商品のディスプレイにより大量の商品を大量の客にさばく百貨店（デパートメントストア）への転換である。高橋の経営改革は、同窓（慶應）の日比翁助に引き継がれる。1904年（明治37年）、三井呉服店は三井家から独立して株式会社化し、日比が経営責任者（専務取締役）となって、さらに改革が進められることになる。
その後、高橋は三井鉱山などの経営にも関わった。三井家の重役のなかでもとくに勢力があり、贅沢な暮らしぶりで知られた。麹町区一番町に自邸を構え、自ら設計した庭は名園として知られた。
王子製紙の専務を最後に、1911年（明治44年）、50歳のときに実業界を引退し、以後は茶道三昧の生活を送り、風雅の道を通じて各界の名士と広く交際した。『大正名器鑑』、『東都茶会記』など、茶道に関する著作が多数ある。72歳のとき自伝的随筆『箒のあと』を新聞連載し、翌1933年に出版。
高橋は護国寺の檀徒総代を務めており、護国寺を茶道の総本山にしようと考えていた。護国寺への松平不昧公の分墓、園城寺日光院客殿の移築、茶室の整備などを行い、茶道振興に尽力した。

## 家族
三越の宣伝ポスターに使われ、15円切手にもなった岡田三郎助の『某婦人の肖像(旧題・紫の調べ）』(1907年)のモデルは、高橋義雄の妻・千代とされる。千代との間には子がなく、養子を迎えた。
千代は1909年に没し、翌年、井上馨夫妻を媒酌人に29歳の後妻を迎え、高橋は60代にして3人の子をもうけた。
- 妻・ちよ（千代、千代子とも） - 明治4年生-明治42年没。山口県士族長谷川方省四女。[2][3]。
- 養子・三雄 - 明治32年生。横浜貿易商会常務・山田松三郎（長野県平民）の三男。[2]
- 妻・楊子 - 明治15年生。実業家平岡熙の次女。
- 長男・忠雄 - 明治44年生-昭和56(1981)年2月没。音楽評論家。
- 次男・敏雄 - 大正15年生。
- 長女・芳子 - 昭和2年生-平成26年11月没。裏千家茶道名誉師範の櫻井宗梅。

## 著作

### 図書
- 『日本人種改良論』石川半次郎、1884年9月。
- 『拝金宗 一名・商売のススメ』 第1篇、甲子二郎〔他〕、1886年。
- 『拝金宗 一名・商売のススメ』 第2篇、甲子二郎〔他〕、1887年。
- 『通俗日本商業教育論』金港堂、1887年6月。
- 『梨園の曙 一名・西洋演劇脚本』高橋義雄編訳、金港堂、1887年。
- 『商政一新』大倉書店、1890年5月。
- 『英国風俗鏡』大倉保五郎、1890年12月。
- 『寸松菴色紙』紀貫之書、高橋義雄・田中親美編、槃薄堂、1909年5月。
- 『我楽多籠』箒文社、1914年。
- 『東都茶会記〈全13巻〉』慶文堂書店、1914-1920。
  - 『東都茶会記〈全5巻〉』熊倉功夫・原田茂弘校注、淡交社、2000年。
- 『実業懺悔』箒文社、1915年。
- 『水戸学』箒文社、1916年。
- 『大正庚申茶道記』慶文堂書店、1921年。
- 『大正茶道記〈全8巻〉』慶文堂書店、1921-1928。
  - 『大正茶道記 近代茶会史料集成〈全3巻〉』熊倉功夫・原田茂弘校注、淡交社、1991年。
- 『大正名器鑑〈第1～9編〉』大正名器鑑編纂所、1921-1927。
  - 『大正名器鑑〈第1～9編〉』宝雲舎、1937年。
  - 『大正名器鑑〈第1～9編〉』アテネ書房、1997年。
- 『茶道茶器及陶磁器』書画骨董叢書刊行会、1922年。
- 『山公遺烈』慶文堂書店、1925年。
- 『平家納経副本』厳島経副本調製会、1926年。
- 「掛物のお話」『ラヂオ講演集』 第8輯、日本ラヂオ協会、1926年9月12日、105-112頁。
- 『近世道具移動史』慶文堂書店、1929年。
  - 『近世道具移動史』有明書房、1990年。ISBN 4-87044-097-0。
- 『昭和茶道記』慶文堂書店、1929年。
  - 熊倉功夫 編『昭和茶道記 近代茶会史料集成〈全2巻〉』淡交社、2002年。
- 『茶道実演録』慶文堂書店、1931年。
- 『高谷宗範高橋箒庵両先生茶道論戦公開状』大阪幽玄社茶道研究会、1932年。
- 『箒のあと』秋豊園、1933年。
  - 『箒のあと』（普及版）秋豊園出版部、1936年。
- 『平岡吟舟翁と東明曲』秋豊園、1934年。
- 『福澤先生を語る 諸名士の直話』岩波書店、1934年。
- 『趣味ぶくろ』秋豊園出版部、1935年。
  - 『趣味ぶくろ』秋豊園出版部、1938年。
- 『茶道讀本』秋豊園出版部、1936年。
  - 『茶道読本』ローラン社、1949年。
- 『天正・昭和北野大茶湯 古今茶道の対照』秋豊園出版部、1936年。
- 『十二ヶ月茶の湯』秋豊園出版部、1938年。
- 益田孝、高橋義雄 編『遠州蔵帳図鑑』 上下篇、宝雲舎、1938年。
- 『茶道本山記』三尾邦三、1938年。
- 小田栄一 編『大正名器鑑実見記』淡交社、1996年。ISBN 4-473-01467-3。

### 日記
- 『萬象録 高橋箒庵日記〈第1～8巻〉』思文閣出版、1986-1991。

### 書簡
- 尚友倶楽部山縣有朋関係文書編纂委員会 編『山縣有朋関係文書〈第2巻〉』山川出版社、2006年3月。ISBN 4-634-51181-9。 - 山縣宛高橋書簡が1通収録されている。

## 関連文献
- 熊倉功夫『近代数寄者の茶の湯』河原書店、1997年2月。ISBN 4-7611-0085-0。
- 内藤一成 著「第7章 もう一つの山県人脈――山県有朋と高橋箒庵」、伊藤隆 編『山県有朋と近代日本』吉川弘文館、2008年3月1日。ISBN 978-4-642-03784-6。
- 平山洋『福沢諭吉の真実』文藝春秋〈文春新書394〉、2004年8月20日。ISBN 4-16-660394-9。
- 齋藤康彦『高橋箒庵－近代数寄者の語り部』、2020年9月30日。ISBN 978-4-8016-0229-8